# Законодательное собрание Макао
Законодательное собрание Макао (в официальной документации Законодательное собрание специального административного района Макао (иер. трад. 澳門特別行政區立法會, упр. 澳门特别行政区立法会, ютпхин: Ou³mun⁴ Dak⁶bit⁶ Hang⁴zing³keoi¹ Lap⁶faat³ Gei¹gwaan¹, йель: Oumùhn Dahkbiht Hàhngjingkēui Lahpfaat Gēigwāan, кант.-рус.:  Оумунь Такпит Ханчинкхёй Лапфат Кэйкуай, пиньинь: Àomén Tèbié Xíngzhèngqū Lìfǎ Jīguān, палл.: Аомэнь Тэбе Синчжэнцюй Лифа Цзигуань, порт. Assembleia Legislativa da Região Administrativa Especial de Macau)) — высший орган законодательной власти Макао.
Собрание состоит из 33 членов, из которых 14 избираются по пропорциональной избирательной системе от территориальных округов, 12 избираются косвенным путем от функциональных округов и представляют различные организации и 7 назначаются Главой исполнительной власти Макао.
Каждый созыв Законодательного собрания длится 4 года. За исключением особых случаев, все пленарные заседания является открытыми. Заседания ведутся на китайском (кантонский диалект) и португальском языках.
В компетенцию законодательного собрания входит принятие законов, налогов, бюджета и решений по социально-экономическим вопросам. Законы, принятые Законодательным собранием, сообщаются Постоянному комитету Всекитайского собрания народных представителей КНР, который имеет право счесть, что тот или иной закон нарушает положения Основного закона, касающиеся отношений между центральной властью и Макао. В этом случае закон объявляется недействительным.

## Полномочия и обязанности
- Принятие, изменение, приостанавливание или отмена законов
- Утверждение бюджета
- Принятие решений касательно налогообложения
- Обсуждать политические обращения главы исполнительной власти
- Обсуждение любых вопросов, касающихся общественных интерьеров граждан Макао
- Прием и решение жалоб от граждан Макао

## Результаты выборов
| Созыв/Выборы     | Пропекинский лагерь | Демократы | Центристы | Президент                             |
| ---------------- | ------------------- | --------- | --------- | ------------------------------------- |
| 1-й созыв (1999) | 22                  | 1         | —         | Сусана Чоу                            |
| 2-й созыв (2001) | 25                  | 2         | —         | Сусана Чоу                            |
| 3-й созыв (2005) | 26                  | 3         | —         | Сусана Чоу                            |
| 4-й созыв (2009) | 25                  | 4         | —         | Лау Чок Ва                            |
| 5-й созыв (2013) | 29                  | 4         | —         | Хо Иат Сенг                           |
| 6-й созыв (2017) | 28                  | 4         | 1         | Хо Иат Сенг, Чуй Сай Чонг, Коу Хой Ин |
| 7-й созыв (2021) | 30                  | 2         | 1         | Коу Хой Ин                            |

## Критика
Законодательное собрание Макао часто критикуют за его несамостоятельность, во многих независимых СМИ его часто называют «резиновым штампом» или «карманным парламентом Пекина». Из 33 мест в Собрании только 14 избираются на всенародном голосовании и более половины мест занимают сторонники центрального коммунистического правительства КНР.